# Фонтене-ле-Луве
Фонтене́-ле-Луве́ (фр. Fontenai-les-Louvets) — колишній муніципалітет у Франції, у регіоні Нормандія, департамент Орн. Населення — 250 осіб (2011).
Муніципалітет був розташований на відстані близько 180 км на захід від Парижа, 80 км на південь від Кана, 13 км на північний захід від Алансона.

## Історія
До 2015 року муніципалітет перебував у складі регіону Нижня Нормандія. Від 1 січня 2016 року належав до нового об'єднаного регіону Нормандія.
1 січня 2019 року Фонтене-ле-Луве, Ліваї, Лонгное i Сен-Дідьє-су-Екув було об'єднано в новий муніципалітет Л'Оре-д'Екув.

## Демографія
Динаміка населення (INSEE ):
Розподіл населення за віком та статтю (2006):
| Стать | Всього | До 15 років | 15-24 | 25-44 | 45-64 | 65-85 | Понад 85 |
| --- | ------ | ----------- | ----- | ----- | ----- | ----- | -------- |
| Чоловіки | 132    | 8           | 12    | 44    | 36    | 28    | 4        |
| Жінки | 126    | 20          | 27    | 31    | 16    | 24    | 8        |
| \| Статево-вікова піраміда \| Статево-вікова піраміда \| Статево-вікова піраміда \| \| ----------------------- \| ----------------------- \| ----------------------- \| \| Чоловіки \| Вік \| Жінки \| \| 4 \| 85 + \| 8 \| \| 0 \| 80-84 \| 4 \| \| 12 \| 75-79 \| 8 \| \| 8 \| 70-74 \| 4 \| \| 8 \| 65-69 \| 8 \| \| 4 \| 60-64 \| 0 \| \| 8 \| 55-59 \| 4 \| \| 12 \| 50-54 \| 4 \| \| 12 \| 45-49 \| 8 \| \| 23 \| 40-44 \| 15 \| \| 4 \| 35-39 \| 8 \| \| 9 \| 30-34 \| 8 \| \| 8 \| 25-29 \| 0 \| \| 4 \| 20-24 \| 8 \| \| 8 \| 15-20 \| 19 \| \| 0 \| 10-14 \| 12 \| \| 0 \| 5-9 \| 4 \| \| 8 \| 0-4 \| 4 \| |        |             |       |       |       |       |          |
| Статево-вікова піраміда |        |             |       |       |       |       |          |
| Чоловіки | Вік    | Жінки       |       |       |       |       |          |
| 4 | 85 +   | 8           |       |       |       |       |          |
| 0 | 80-84  | 4           |       |       |       |       |          |
| 12 | 75-79  | 8           |       |       |       |       |          |
| 8 | 70-74  | 4           |       |       |       |       |          |
| 8 | 65-69  | 8           |       |       |       |       |          |
| 4 | 60-64  | 0           |       |       |       |       |          |
| 8 | 55-59  | 4           |       |       |       |       |          |
| 12 | 50-54  | 4           |       |       |       |       |          |
| 12 | 45-49  | 8           |       |       |       |       |          |
| 23 | 40-44  | 15          |       |       |       |       |          |
| 4 | 35-39  | 8           |       |       |       |       |          |
| 9 | 30-34  | 8           |       |       |       |       |          |
| 8 | 25-29  | 0           |       |       |       |       |          |
| 4 | 20-24  | 8           |       |       |       |       |          |
| 8 | 15-20  | 19          |       |       |       |       |          |
| 0 | 10-14  | 12          |       |       |       |       |          |
| 0 | 5-9    | 4           |       |       |       |       |          |
| 8 | 0-4    | 4           |       |       |       |       |          |

## Економіка
2010 року серед 162 осіб працездатного віку (15—64 років) 119 були активними, 43 — неактивними (показник активності 73,5%, у 1999 році було 71,9%). З 119 активних мешканців працювало 111 осіб (63 чоловіки та 48 жінок), безробітними було 8 (4 чоловіки та 4 жінки). Серед 43 неактивних 14 осіб було учнями чи студентами, 15 — пенсіонерами, 14 були неактивними з інших причин.

У 2010 році в муніципалітеті числилось 116 оподаткованих домогосподарств, у яких проживали 266,0 особи, медіана доходів виносила 20 022,5 євро на одного особоспоживача